# Joris De Jaeger
Joris De Jaeger (Dudzele, 3 oktober 1922 - Oostende, 22 september 2017 ) was een Belgische priester. Hij werd bekend als aalmoezenier van de Fransmans, Vlaamse seizoensarbeiders in Frankrijk en wordt vaak "Pastertje De Jaeger" genoemd.

## Biografie
De Jaeger werd geboren in een landbouwersgezin. In februari 1948 werd hij tot priester gewijd door bisschop Lamiroy. Na zijn priesterwijding studeerde hij nog voor maatschappelijk werker en in augustus 1948 werd hij in Roeselare directeur van de Sociale School. Hij deed zijn stage als maatschappelijk werker bij de cichoreidrogers in Noord-Frankrijk op aanraden van ACV-secretaris Leon Bruggeman en schreef als eindwerk "Vlaamse cichoreidrogers in Frankrijk". In 1952 behaalde De Jaeger zijn diploma.
In 1953 werd hij aangesteld als aalmoezenier voor de West-Vlaamse seizoensarbeiders in Frankrijk, op vraag van de arbeiders in Frankrijk en in navolging van onder meer Edmond Denys decennia eerder. De Jaeger bleek een geliefd spreker en hield in 1954 op vraag van het Davidsfonds een tournee met voordrachten. In 1954 en 1958 organiseerde hij een bezoek van bisschop Emiel Jozef De Smedt aan de West-Vlaamse seizoensarbeiders.
In 1956 werd De Jaeger onderpastoor in Izegem. Van 1961 tot 1972 was hij proost bij het ACW in het arrondissement Oostende-Veurne-Diksmuide. In 1972 werd hij in de Sint-Jozefsparochie van Oostende pastoor. In 1976 werd hij in Harelbeke pastoor-deken. Hij bleef ondertussen tot na het seizoen van 1987 aalmoezenier voor de seizoensarbeiders.
In 1987 werd hij de laatste aalmoezenier van het Mariaziekenhuis van Poperinge. In 1989 werd hij geëerd als "ridder in de orde van 't Manneke uit de Mane". In 1996 werd E.H. De Jaeger nog aalmoezenier in het woon- en zorgcentrum Sint-Elisabeth in Oostende. In 2002 kreeg hij een onderscheiding van de Oostendse Orde van de Gulden Sporen, waarmee een persoon uit Oostende wordt gehuldigd die heeft bijgedragen tot de uitstraling van de Vlaamse cultuur. Later dat jaar kreeg hij net als Leon Bruggeman van de Franse overheid het ereteken "Officier dans l'Ordre du Mérite Agricole".